# Stazione meteorologica di Frontone
La stazione meteorologica di Frontone è la stazione meteorologica di riferimento per il servizio meteorologico dell'Aeronautica Militare e l'Organizzazione Mondiale della Meteorologia, relativa alla località di Frontone e alla corrispondente area collinare appenninica.

## Storia
La stazione meteorologica di Frontone iniziò la sua attività il 4 aprile 1954, a seguito della dismissione di un preesistente osservatorio situato a Piobbico. La presenza di nuova stazione si rendeva necessaria, sia per lo studio e l'analisi del clima della corrispondente zona dell'Appennino Umbro-Marchigiano che per svolgere funzioni di assistenza alla navigazione aerea.
Inizialmente, l'osservatorio era situato presso la rocca di Frontone, fino al suo spostamento nel borgo sottostante avvenuto nel 1968, presso un edificio che venne messo a disposizione dalla locale amministrazione comunale e costituisce tuttora la sede della stazione meteorologica.

## Ubicazione geografica
La stazione meteorologica si trova nell'area climatica dell'Italia centrale, nelle Marche, in provincia di Pesaro-Urbino, nel comune di Frontone, a 574 metri s.l.m. e alle coordinate geografiche 43°31′02.03″N 12°43′40.06″E.

## Medie climatiche ufficiali

### Dati climatologici 1971-2000
In base alle medie climatiche del periodo 1971-2000, le più recenti in uso, la temperatura media del mese più freddo, gennaio, è di +4,4 °C, mentre quella del mese più caldo, luglio, è di +22,8 °C; mediamente si contano 28 giorni di gelo all'anno e 23 giorni con temperatura massima uguale o superiore ai +30 °C. I valori estremi di temperatura registrati nel medesimo trentennio sono i -11,2 °C del gennaio 1985 e del febbraio 1991 e i +37,7 °C dell'agosto 2000.
Le precipitazioni medie annue si attestano a 1.130 mm, mediamente distribuite in 107 giorni di pioggia, con minimo relativo in estate, picco massimo in autunno e massimi secondari in inverno e in primavera.
L'umidità relativa media annua fa registrare il valore di 68,6 % con minimo di 58 % a luglio e massimo di 79 % a novembre; mediamente si contano 60 giorni di nebbia all'anno.
Di seguito è riportata la tabella con le medie climatiche e i valori massimi e minimi assoluti registrati nel trentennio 1971-2000 e pubblicati nell'Atlante Climatico d'Italia del Servizio Meteorologico dell'Aeronautica Militare relativo al medesimo trentennio.
| FRONTONE (1971-2000)            | Mesi         | Mesi         | Mesi        | Mesi        | Mesi        | Mesi        | Mesi        | Mesi        | Mesi        | Mesi        | Mesi        | Mesi        | Stagioni | Stagioni | Stagioni | Stagioni | Anno    |
| FRONTONE (1971-2000)            | Gen          | Feb          | Mar         | Apr         | Mag         | Giu         | Lug         | Ago         | Set         | Ott         | Nov         | Dic         | Inv      | Pri      | Est      | Aut      | Anno    |
| ------------------------------- | ------------ | ------------ | ----------- | ----------- | ----------- | ----------- | ----------- | ----------- | ----------- | ----------- | ----------- | ----------- | -------- | -------- | -------- | -------- | ------- |
| T. max. media (°C)              | 6,8          | 7,6          | 11,2        | 14,6        | 20,1        | 24,3        | 27,8        | 27,5        | 22,5        | 16,5        | 10,8        | 7,7         | 7,4      | 15,3     | 26,5     | 16,6     | 16,5    |
| T. min. media (°C)              | 1,9          | 2,1          | 4,3         | 6,9         | 11,5        | 15,0        | 17,8        | 17,8        | 14,3        | 10,4        | 5,8         | 3,1         | 2,4      | 7,6      | 16,9     | 10,2     | 9,2     |
| T. max. assoluta (°C)           | 17,2 (1974)  | 18,5 (1998)  | 24,4 (1989) | 26,8 (1977) | 30,4 (1994) | 34,8 (1990) | 37,5 (1983) | 37,7 (2000) | 33,8 (1994) | 28,2 (1985) | 21,7 (1977) | 19,6 (1979) | 19,6     | 30,4     | 37,7     | 33,8     | 37,7    |
| T. min. assoluta (°C)           | −11,2 (1985) | −11,2 (1991) | −8,6 (1971) | −1,4 (1973) | 0,8 (1998)  | 5,4 (1986)  | 10,0 (1998) | 8,0 (1995)  | 4,0 (1978)  | 0,8 (1974)  | −4,2 (1988) | −9,9 (1996) | −11,2    | −8,6     | 5,4      | −4,2     | −11,2   |
| Giorni di calura (Tmax ≥ 30 °C) | 0            | 0            | 0           | 0           | 0           | 3           | 10          | 10          | 0           | 0           | 0           | 0           | 0        | 0        | 23       | 0        | 23      |
| Giorni di gelo (Tmin ≤ 0 °C)    | 8            | 8            | 4           | 0           | 0           | 0           | 0           | 0           | 0           | 0           | 2           | 6           | 22       | 4        | 0        | 2        | 28      |
| Precipitazioni (mm)             | 66,5         | 89,4         | 85,3        | 103,7       | 87,1        | 92,4        | 63,0        | 85,2        | 98,9        | 113,9       | 142,0       | 102,3       | 258,2    | 276,1    | 240,6    | 354,8    | 1 129,7 |
| Giorni di pioggia               | 9            | 9            | 9           | 11          | 9           | 8           | 6           | 7           | 8           | 10          | 11          | 10          | 28       | 29       | 21       | 29       | 107     |
| Giorni di nebbia                | 8            | 8            | 6           | 4           | 3           | 2           | 1           | 1           | 2           | 6           | 10          | 9           | 25       | 13       | 4        | 18       | 60      |
| Umidità relativa media (%)      | 73           | 72           | 67          | 67          | 66          | 63          | 58          | 59          | 67          | 75          | 79          | 77          | 74       | 66,7     | 60       | 73,7     | 68,6    |

### Dati climatologici 1961-1990
In base alla media trentennale di riferimento 1961-1990, ancora in uso per l'Organizzazione meteorologica mondiale e definita Climate Normal (CLINO), la temperatura media del mese più freddo, gennaio, si attesta a +3,8 °C, quella del mese più caldo, luglio, è di +22,3 °C; mediamente si contano 35 giorni di gelo all'anno. Nel medesimo trentennio, la temperatura minima assoluta ha toccato i -11,2 °C nel gennaio 1985 (media delle minime assolute annue di -6,1 °C), mentre la massima assoluta ha fatto registrare i +37,5 °C nel luglio 1983 (media delle massime assolute annue di +33,9 °C).
La nuvolosità media annua si attesta a 4,8 okta, con minimo di 3,1 okta a luglio e massimo di 5,6 okta a novembre.
Le precipitazioni medie annue sono abbondanti, superiori ai 1150 mm, e si distribuiscono con minimi relativi in inverno ed estate e picchi massimi in autunno e primavera; mediamente, si concentrano in 111 giorni.
L'umidità relativa media annua fa registrare il valore di 67,5 % con minimo di 58 % a luglio e massimo di 78 % a novembre.
| FRONTONE (1961-1990)         | Mesi         | Mesi         | Mesi        | Mesi        | Mesi        | Mesi        | Mesi        | Mesi        | Mesi        | Mesi        | Mesi        | Mesi        | Stagioni | Stagioni | Stagioni | Stagioni | Anno    |
| FRONTONE (1961-1990)         | Gen          | Feb          | Mar         | Apr         | Mag         | Giu         | Lug         | Ago         | Set         | Ott         | Nov         | Dic         | Inv      | Pri      | Est      | Aut      | Anno    |
| ---------------------------- | ------------ | ------------ | ----------- | ----------- | ----------- | ----------- | ----------- | ----------- | ----------- | ----------- | ----------- | ----------- | -------- | -------- | -------- | -------- | ------- |
| T. max. media (°C)           | 6,1          | 7,0          | 10,2        | 14,2        | 19,2        | 23,4        | 26,8        | 26,1        | 21,9        | 16,2        | 10,8        | 7,1         | 6,7      | 14,5     | 25,4     | 16,3     | 15,8    |
| T. min. media (°C)           | 1,4          | 2,0          | 4,0         | 7,2         | 11,4        | 14,9        | 17,7        | 17,3        | 14,5        | 10,6        | 6,1         | 2,7         | 2,0      | 7,5      | 16,6     | 10,4     | 9,1     |
| T. max. assoluta (°C)        | 17,2 (1974)  | 17,9 (1966)  | 24,4 (1989) | 26,8 (1977) | 29,8 (1979) | 34,8 (1990) | 37,5 (1983) | 36,6 (1980) | 33,7 (1982) | 28,2 (1985) | 21,7 (1977) | 19,6 (1979) | 19,6     | 29,8     | 37,5     | 33,7     | 37,5    |
| T. min. assoluta (°C)        | −11,2 (1985) | −10,0 (1963) | −8,6 (1971) | −1,4 (1973) | 1,4 (1987)  | 5,4 (1986)  | 8,4 (1970)  | 8,2 (1969)  | 4,0 (1978)  | 0,8 (1974)  | −4,2 (1988) | −8,6 (1961) | −11,2    | −8,6     | 5,4      | −4,2     | −11,2   |
| Giorni di gelo (Tmin ≤ 0 °C) | 11           | 9            | 4           | 1           | 0           | 0           | 0           | 0           | 0           | 0           | 2           | 8           | 28       | 5        | 0        | 2        | 35      |
| Nuvolosità (okta al giorno)  | 5,4          | 5,5          | 5,4         | 5,4         | 5,0         | 4,5         | 3,1         | 3,4         | 4,0         | 5,0         | 5,6         | 5,5         | 5,5      | 5,3      | 3,7      | 4,9      | 4,8     |
| Precipitazioni (mm)          | 75,9         | 86,4         | 91,4        | 95,7        | 106,7       | 88,4        | 65,1        | 92,4        | 100,4       | 109,8       | 140,0       | 106,0       | 268,3    | 293,8    | 245,9    | 350,2    | 1 158,2 |
| Giorni di pioggia            | 10           | 10           | 10          | 11          | 10          | 8           | 6           | 7           | 8           | 9           | 11          | 11          | 31       | 31       | 21       | 28       | 111     |
| Umidità relativa media (%)   | 71           | 72           | 66          | 65          | 65          | 63          | 58          | 60          | 65          | 73          | 78          | 74          | 72,3     | 65,3     | 60,3     | 72       | 67,5    |

### Dati climatologici 1951-1980
In base alle medie climatiche 1951-1980, effettivamente elaborate a partire dall'aprile 1954, la temperatura media del mese più caldo, luglio, si attesta a +21,6 °C, mentre la temperatura media del mese più freddo, gennaio, fa registrare il valore di +3,6 °C.
Nel trentennio esaminato, la temperatura massima più elevata di +36,6 °C risale all'agosto 1980, mentre la temperatura minima più bassa di -10,5 °C fu registrata nel gennaio 1979.
| FRONTONE (1951-1980)  | Mesi         | Mesi         | Mesi        | Mesi        | Mesi        | Mesi        | Mesi        | Mesi        | Mesi        | Mesi        | Mesi        | Mesi        | Stagioni | Stagioni | Stagioni | Stagioni | Anno  |
| FRONTONE (1951-1980)  | Gen          | Feb          | Mar         | Apr         | Mag         | Giu         | Lug         | Ago         | Set         | Ott         | Nov         | Dic         | Inv      | Pri      | Est      | Aut      | Anno  |
| --------------------- | ------------ | ------------ | ----------- | ----------- | ----------- | ----------- | ----------- | ----------- | ----------- | ----------- | ----------- | ----------- | -------- | -------- | -------- | -------- | ----- |
| T. max. media (°C)    | 5,6          | 6,8          | 9,3         | 13,1        | 18,4        | 22,6        | 25,6        | 25,2        | 20,9        | 15,4        | 10,5        | 6,9         | 6,4      | 13,6     | 24,5     | 15,6     | 15,0  |
| T. min. media (°C)    | 1,5          | 2,4          | 4,0         | 6,9         | 11,4        | 15,1        | 17,5        | 17,4        | 14,5        | 10,3        | 6,3         | 2,8         | 2,2      | 7,4      | 16,7     | 10,4     | 9,2   |
| T. max. assoluta (°C) | 17,2 (1974)  | 17,9 (1966)  | 22,3 (1977) | 26,8 (1977) | 29,8 (1979) | 32,5 (1977) | 35,0 (1968) | 36,6 (1980) | 30,4 (1962) | 27,2 (1978) | 21,7 (1977) | 19,6 (1979) | 19,6     | 29,8     | 36,6     | 30,4     | 36,6  |
| T. min. assoluta (°C) | −10,5 (1979) | −10,0 (1956) | −8,6 (1971) | −2,4 (1956) | 0,0 (1957)  | 6,6 (1962)  | 8,4 (1970)  | 8,2 (1969)  | 4,0 (1978)  | 0,8 (1974)  | −3,4 (1973) | −8,6 (1961) | −10,5    | −8,6     | 6,6      | −3,4     | −10,5 |

## Valori estremi

### Temperature estreme mensili dal 1954 ad oggi
Nella tabella sottostante sono riportate le temperature massime e minime assolute mensili, stagionali ed annuali dal 1954 ad oggi, con il relativo anno in cui si queste si sono registrate. La massima assoluta del periodo esaminato di +39,8 °C è del agosto 2017, mentre la minima assoluta di -11,2 °C risale al gennaio 1985 e del febbraio 1991.
| FRONTONE (1954-2024)  | Mesi         | Mesi         | Mesi        | Mesi        | Mesi        | Mesi        | Mesi        | Mesi        | Mesi        | Mesi        | Mesi        | Mesi        | Stagioni | Stagioni | Stagioni | Stagioni | Anno  |
| FRONTONE (1954-2024)  | Gen          | Feb          | Mar         | Apr         | Mag         | Giu         | Lug         | Ago         | Set         | Ott         | Nov         | Dic         | Inv      | Pri      | Est      | Aut      | Anno  |
| --------------------- | ------------ | ------------ | ----------- | ----------- | ----------- | ----------- | ----------- | ----------- | ----------- | ----------- | ----------- | ----------- | -------- | -------- | -------- | -------- | ----- |
| T. max. assoluta (°C) | 18,2 (2007)  | 18,5 (1998)  | 24,4 (1989) | 28,0 (2024) | 34,8 (2009) | 38,0 (2022) | 39,4 (2007) | 39,8 (2017) | 34,2 (2008) | 29,0 (2023) | 23,4 (2004) | 19,6 (1979) | 19,6     | 34,8     | 39,8     | 34,2     | 39,8  |
| T. min. assoluta (°C) | −11,2 (1985) | −11,2 (1991) | −8,6 (1971) | −3,6 (2003) | 0,0 (1957)  | 5,4 (1986)  | 8,4 (1970)  | 8,0 (1995)  | 4,0 (1978)  | 0,2 (2007)  | −4,2 (1988) | −9,9 (1996) | −11,2    | −8,6     | 5,4      | −4,2     | −11,2 |